# سد بني مطير

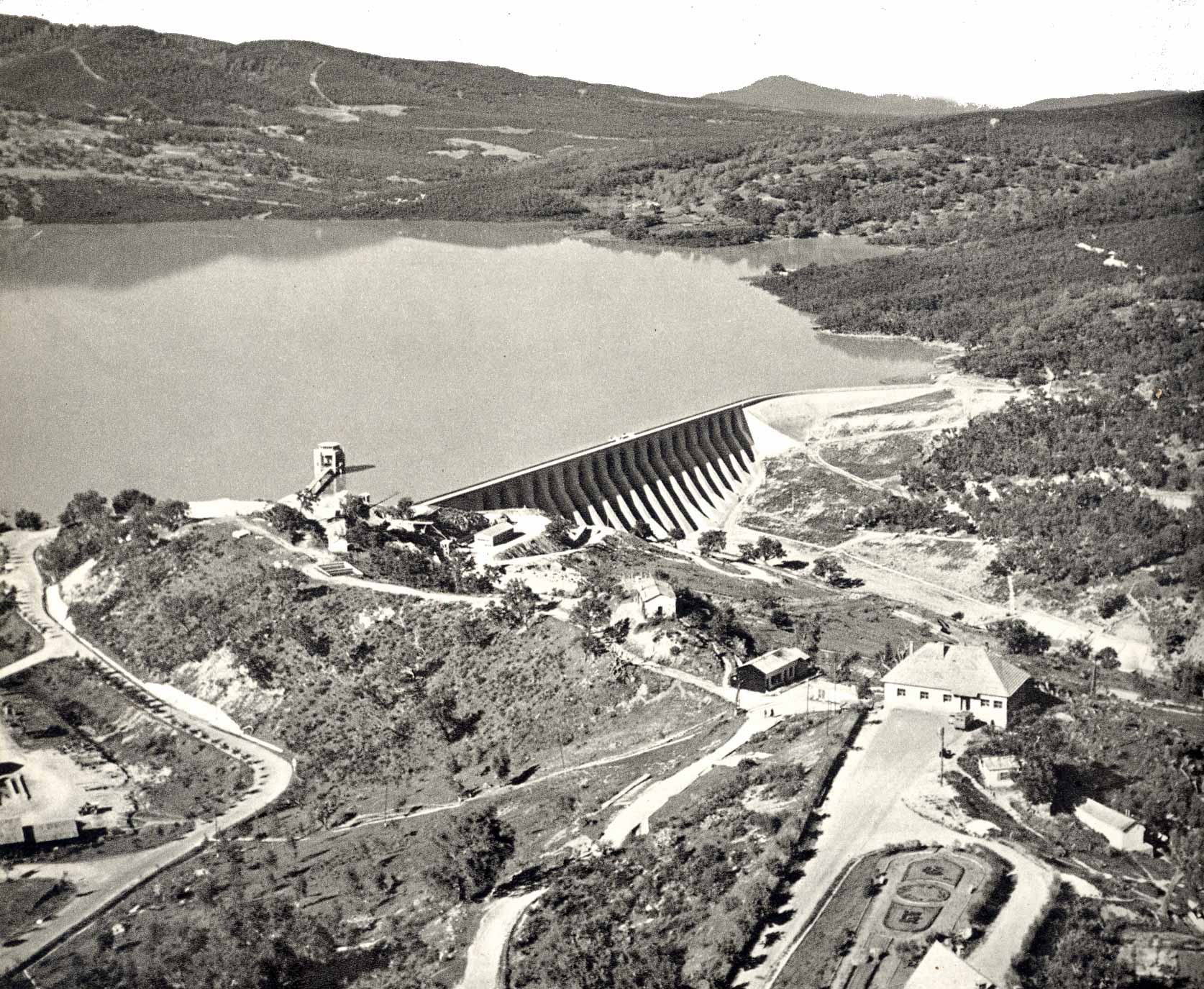
سد بني مطير عام 1957

سد بني مطير هو أحد السدود بالبلاد التونسية، وقد أقيم عام 1954 على قرية بني مطير و وادي الليل جنوب غربي عين دراهم بالشمال الغربي التونسي.
- يبلغ ارتفاعه 60 متر. ويستوعب 60 مليون متر مكعب من الماء وهو يزود مدينة تونس بالمياه فضلا عن استغلاله في الري لحوض وادي مجردة الأسفل. كما أقيم عليه مولد كهرومائي ينتج 20 مليون كيلواط/ساعة سنويا.[1]